# Oxetano
Oxetano, ou óxido de 1,3-propileno, é um composto orgânico heterocíclico com a fórmula molecular C3H6O, tendo um anel de quatro membros com três átomos de carbono e um átomo de oxigênio.
O termo oxetano também pode se referir mais genericamente a um composto orgânico contendo um anel oxetano.